# ميقاع
المِيقاع أو النَّقَّارة أو مِعزف نقر أو الفيبرافون من آلات النقر الموسيقية المُكوّنة من عدد من ألواح ألومنيوم، صُفت على قاعدة، ويمكن بذلك تشبيهها بمفاتيح البيانو. تتكوّن معظم آلات الميقاع من 37 قضيبًا ومدى يتّسع لثلاث مجموعات، حيث يقرع العازف الألواح مستعملًا مطرقة ذات رأس خشبي. يُساعد استعمال مطرقة ذات رأس مكسو بنسيج ناعم أو خشن في تنويع جرس النغمات. وثمة أنبوبة معدنية مُجوفة تُسمّى المرْنان تحت كل لوحة من ألواح الميقاع. يشغل مُولّد كهربائي صمّامًا يدور داخل كل مرْنان. تُصدر الصمّامات الدائرة نغمًا اهتزازيًا يُسمّى الذبذبة الموسيقية. وللميقاع دوّاسة مُساندة مُهمّتها إطالة أو تقصير كلّ نغمة. تتميّز الميقاع بنغم يُشبه نغم القيثار.